# Linda P
Linda Petersen (født 15. juli 1984), kendt som Linda P, er en dansk stand-up komiker, skuespillerinde og manuskriptforfatter. Hun har optrådt med adskillige one-man-shows og har medvirket i både film og tv-programmer. Petersen har i flere af sine projekter arbejdet sammen med komiker Christina Sederqvist, bl.a. som komikerduoen Winnie og Karina.

## Karriere
Petersen er opvokset i Hvidovre hos sin mor og sammen med sin 6 år ældre storesøster, og er uddannet bygningsmaler. Hun debuterede ved DM i stand-up i 2004, hvor hun fik en andenplads.
I 2007 debuterede Petersen i samarbejde med komiker Christina Sederqvist i DR2-satireserien Piger på prøveløsladelse, som var en del af DRs satire-talentudviklings-satsning, Flemmings Helte. I serien spillede Petersen og Sederqvist to småkriminelle kvinder, Winnie og Karina, der er på prøveløsladelse fra fængslet. Rollerne som Winnie og Karina blev modtaget med stor positiv kritik og blev herefter, i 2008, omdannet til sit eget program med samme titel (red. Piger på prøveløsladelse), som blev sendt på DR1 hver fredag aften i en periode. Piger på prøveløsladelse blev i 2009 filmatiseret med filmen Winnie & Karina - The Movie med instruktion af Søren Fauli. Filmen modtog overvejende negative anmeldelser og modtog bl.a. tre ud af seks stjerner fra Politiken. I 2008 medvirkede Petersen i Mikael Wulffs DR2-satireserie Wulffs Magasin i rollen som Wulffs praktikant Christel.
Petersen fortsatte i 2009 sit samarbejde med Christina Sederqvist og Winnie og Karina-karakterne i DR2s satire-serie Skråplan. Serien blev instrueret af Jesper Rofelt efter manuskript af Sederqvist. I serien fungerer Winnie og Karina som programmets værter, der fortæller og reporterer om forskellige skæve eksistenser fra Københavns Vestegn, der alle spilles af Petersen og Sederqvist. Serien blev modtaget med positiv kritik og blev forlænget med to sæsoner yderligere i hhv. 2010 og 2011. Udover Sederqvist og Petersen som de bærende karakterer, medvirkede også Brian Lykke som tilbagevendende karakter i sæson to og tre. I 2009 medvirkede hun også i Anders Matthesens komedie Sorte kugler.
I maj 2009 annoncerede Petersen at hun ville optræde med sit første og eget standup-show med titlen Rommen er en tøjte. Petersen var på turne med showet fra oktober til november 2009, og til trods for blandede anmeldelser, vandt Petersen prisen som 'Årets komiker' med Zulu Comedy Galla i 2010.
På tv har Petersen bl.a. medvirket i komedieserien Hvor fanden er Herning? sammen med Mick Øgendahl og indenfor teatergenren har hun, i samarbejde med bl.a. Jonatan Spang og Rune Klan på Nørrebro Teater lavet Biblen og Linda P. på bjerget. I sidstnævnte spillede hun sammen med Ulf Pilgaard.
I 2012 udgav hun sangen "Du' Fan'me Pæn, Du Er" I forbindelse med Zulu Comedy Galla, der er en kærlighedssang til Linse Kessler. Hun optrådte også med sangen til Comedy Aid samme år. Sangen kom direkte ind som #2 på Tracklisten i september, og blev på hitlisten i fem uger.
Hun var også vært på Zulu Awards, hvor hun optrådte med Kings of Leons "Sex on Fire". I 2013 lavede hun "Støttesang til Realitydeltagere". I marts 2014 deltog hun igen i Natholdet med Anders Breinholt som medvært, hvor hun sang en sang tilegnet ham kaldet "Breinholt". Til Zulu Comedy Galla 2014 optrådte hun med sangen "Romancevisen", der handlede om voldtægt eller en ikke altid lige gensidig kærlighed.
I 2014 turnerede hun med sit tredje one-man-show Linda P's Hovedpine.
Den 30. marts 2015 havde Petersen premiere på sit eget talkshow Det Alt for Store Linda P Show på TV 2 Zulu. I programmet optrådte Petersen sammen med sin medvært, Anders Grau, foran et livepublikum med standup, sketches, sange, dukketeater og quizzer, ligesom at der var en ugentlig gæst med i hvert program. Programmet løb i seks afsnit til positiv kritik og vendte tilbage med sæson to i 2016 under navnet Det Alt For Korte Linda P Show. Gæster i programmet var bl.a. Jonatan Spang, Mick Øgendahl, Bent Fabricius-Bjerre, Christina Sederqvist, Maria Lucia, Simon Talbot og Sarah Grünewald.

## Privatliv
Petersen så ikke sin far særlig meget i sit voksne liv. Han døde af leversvigt i en alder af 56, og Linda P deltog ikke i begravelsen.
Petersen har af flere omgang udtalt sig om sin seksualitet og erklærer sig selv som biseksuel.
Petersen blev gift med Melissa Nicolajsen, advokatsekretær, i oktober 2011 efter et par års forhold. Parret blev skilt i september 2013 efter at Nicolajsen påstod, at Petersen havde været hende utro gentagende gange. I 2011 bekendtgjorde Petersen at hun skyldte SKAT parkeringsbøder for ca. 120.000 kr. som siden hen voksede til omkring én million kroner, grundet gebyrer og rykkere.
I marts 2016 annoncerede Petersen at hun var i forhold med komiker Anders Grau. De havde været bekendte gennem flere år, og indledte et forhold, mens de begge var værter på Det Alt for Store Linda P Show. Petersen annoncerede forholdets afslutning i september 2017.
Petersen dannede i perioden 2018-2022 par med en mand, Rasmus, og de har sammen en datter, Nanna (f. 2020). Petersen annoncerede parrets brud i august 2022.

## Filmografi

### TV-serier
| År        | Titel                    | Rolle                                        | Antal episoder |
| --------- | ------------------------ | -------------------------------------------- | -------------- |
| 2008      | Wulffs Magasin           | Christel                                     | 6 afsnit       |
| 2008      | Flemmings Helte          | Winnie                                       |                |
| 2008      | Maj & Charlie            | Linda P.                                     | 1 afsnit       |
| 2009      | Piger på prøveløsladelse | Winnie                                       |                |
| 2009      | Hvor fanden er Herning?  | Laila                                        | 6 afsnit       |
| 2009-2011 | Skråplan                 | Winnie, Bo Patrick, Bruno, Özgun, Mona m.fl. | 12 afsnit      |
| 2011      | Anstalten                | Jenny og Miffy                               | 6 afsnit       |
| 2015-2016 | Lillemand                | Linda                                        | 7 afsnit       |

### Film
| År   | Titel                        | Rolle  |
| ---- | ---------------------------- | ------ |
| 2009 | Winnie og Karina - The Movie | Winnie |
| 2009 | Sorte kugler                 | Judith |
| 2011 | Noget i luften               | Sidsel |
| 2016 | Undercover                   | Rikke  |
| 2021 | Buster                       | Irma   |

### Øvrige optrædner
| År   | Titel                               | Rolle    | Kanal       |
| ---- | ----------------------------------- | -------- | ----------- |
| 2015 | Det Alt for Store Linda P Show      | Vært     | TV 2 Zulu   |
| 2016 | Det Alt For Korte Linda P Show      | Vært     | TV 2 Zulu   |
| 2021 | Stormester                          | Deltager | TV 2        |
| 2024 | Roasted: Verdens sjoveste ferie     | Vært     | Prime Video |
| 2024 | LOL: Den der ler sidst              | Deltager | Prime Video |
| 2025 | Den store bagedyst: Med stjernedrys | Deltager | DR1         |

- Stand-up.dk (2007), TV 2 Zulu
- Vild med talent (2008), TV3+
- Fra Sydhavn til Westcoast (2013), Kanal 5

### Teater og stand-up shows
- Biblen (2008), Nørrebro Teater
- Rommen er en tøjte (2009), Tour
- Linda P på bjerget (2010), Nørrebro Teater
- Linda P og mig (2011), Tour
- Den Eneste Ene (2012), Glassalen i Tivoli og Musikhuset Aarhus
- Tjener For To (2013), Betty Nansen Teatret, Frederiksberg
- Linda P's Hovedpine? (2014), Tour
- Alle Elsker Kærlighed (2014), Nørrebro Teater
- Normal? (2016), tour
- Sabotagehunger (2021), tour
- Slutty Mary (2024), tour

## Diskografi

### Singler
- "Når Nedturen Rammer Dig" (2008)
- "2450 Julesang" (2008)
- "Du' Fan'me Pæn, Du Er" (2012) (#2 på Tracklisten[15])
- "Støttesang til realitydeltagerne" (2013)
- "Breinholt" (2014)
- "Romancevisen" (2014)
- "Qvortrup" (2014)
- "Del Din Kone" (2015)
- "Du' Til Fjabbe nu" (2015)
- "Du' Fan'me Grim Du" (2015)
- "Undskyld" (2015)
- "Hvor Blev Den Af?" (2017)

### Album
- Just Divorced (2015)